# Wine Slow
Wine Slow is een Nederlandstalig nummer van rapper Idaly uit 2018. Het nummer is voornamelijk bekend van de remix die gemaakt is door de rappers Ronnie Flex, Bizzey en zangeres Famke Louise.

## Achtergrond
Het originele nummer werd geproduceerd door rapper Idaly en producer Reverse en werd met bijbehorende videoclip uitgebracht op 21 juni 2018. Wine Slow wist geen indruk te maken en behaalde in eerste instantie de 92e plek in de Nederlandse Single Top 100 en was hier na één week alweer uit. Later werd door andere artiesten een remix gemaakt waardoor het weer in beeld kwam. Hierna stond Wine Slow weer voor een week in de Nederlandse Single Top 100, dit keer op de 89e plek.

### Wine Slow remix - Ronnie Flex, Famke Louise, Bizzey en Idaly
Op 26 juni 2018 maakte rapper Idaly via Instagram bekend dat hij met Ronnie Flex gaat samenwerken om een remix van zijn nummer Wine Slow te maken. Op 12 juli 2018 verscheen het nummer onder de naam Wine Slow (Remix), naast Idaly en Ronnie Flex waren zangeres Famke Louise en rapper Bizzey ook op het nummer te horen.
De remix duurt drie minuten en drieënvijftig seconden; dat is ruim één minuut langer dan het origineel.
De remix deed het ook beter in de hitlijsten dan het origineel. De remix kwam binnen op de 9e plek in de Nederlandse Single Top 100. Elke week steeg het nummer in de Top 100 waardoor hij na zeven weken al op de 3e plek stond. Tevens haalde het nummer de 2e plek in de Tipparade van de Nederlandse Top 40 en was het een Tip in de Vlaamse Ultratop 50.
Op 7 oktober 2018 werd de remix bekroond met een gouden plaat.

## Hitnoteringen

### Hitnoteringen origineel - Idaly

#### NederlandseSingle Top 100
| Hitnotering: 30-06-2018 t/m 14-07-2018 | Hitnotering: 30-06-2018 t/m 14-07-2018 | Hitnotering: 30-06-2018 t/m 14-07-2018 | Hitnotering: 30-06-2018 t/m 14-07-2018 |
| Week:                                  | 1                                      | 2                                      |                                        |
| -------------------------------------- | -------------------------------------- | -------------------------------------- | -------------------------------------- |
| Positie:                               | 92                                     | 89                                     | uit                                    |

### Hitnoteringen remix - Ronnie Flex, Famke Louise, Bizzey en Idaly

#### Nederlandse Top 40Tipparade
| Hitnotering: 21-07-2018 t/m 31-08-2018 | Hitnotering: 21-07-2018 t/m 31-08-2018 | Hitnotering: 21-07-2018 t/m 31-08-2018 | Hitnotering: 21-07-2018 t/m 31-08-2018 | Hitnotering: 21-07-2018 t/m 31-08-2018 | Hitnotering: 21-07-2018 t/m 31-08-2018 | Hitnotering: 21-07-2018 t/m 31-08-2018 | Hitnotering: 21-07-2018 t/m 31-08-2018 | Hitnotering: 21-07-2018 t/m 31-08-2018 |
| Week:                                  | 1                                      | 2                                      | 3                                      | 4                                      | 5                                      | 6                                      | 7                                      |                                        |
| -------------------------------------- | -------------------------------------- | -------------------------------------- | -------------------------------------- | -------------------------------------- | -------------------------------------- | -------------------------------------- | -------------------------------------- | -------------------------------------- |
| Positie:                               | 21                                     | 14                                     | 7                                      | 6                                      | 5                                      | 3                                      | 2                                      | uit                                    |

#### NederlandseSingle Top 100
| Hitnotering: 21-07-2018 t/m 09-03-2019 Hitnotering: 30-03-2019 | Hitnotering: 21-07-2018 t/m 09-03-2019 Hitnotering: 30-03-2019 | Hitnotering: 21-07-2018 t/m 09-03-2019 Hitnotering: 30-03-2019 | Hitnotering: 21-07-2018 t/m 09-03-2019 Hitnotering: 30-03-2019 | Hitnotering: 21-07-2018 t/m 09-03-2019 Hitnotering: 30-03-2019 | Hitnotering: 21-07-2018 t/m 09-03-2019 Hitnotering: 30-03-2019 | Hitnotering: 21-07-2018 t/m 09-03-2019 Hitnotering: 30-03-2019 | Hitnotering: 21-07-2018 t/m 09-03-2019 Hitnotering: 30-03-2019 | Hitnotering: 21-07-2018 t/m 09-03-2019 Hitnotering: 30-03-2019 | Hitnotering: 21-07-2018 t/m 09-03-2019 Hitnotering: 30-03-2019 | Hitnotering: 21-07-2018 t/m 09-03-2019 Hitnotering: 30-03-2019 | Hitnotering: 21-07-2018 t/m 09-03-2019 Hitnotering: 30-03-2019 | Hitnotering: 21-07-2018 t/m 09-03-2019 Hitnotering: 30-03-2019 | Hitnotering: 21-07-2018 t/m 09-03-2019 Hitnotering: 30-03-2019 | Hitnotering: 21-07-2018 t/m 09-03-2019 Hitnotering: 30-03-2019 | Hitnotering: 21-07-2018 t/m 09-03-2019 Hitnotering: 30-03-2019 | Hitnotering: 21-07-2018 t/m 09-03-2019 Hitnotering: 30-03-2019 | Hitnotering: 21-07-2018 t/m 09-03-2019 Hitnotering: 30-03-2019 | Hitnotering: 21-07-2018 t/m 09-03-2019 Hitnotering: 30-03-2019 | Hitnotering: 21-07-2018 t/m 09-03-2019 Hitnotering: 30-03-2019 | Hitnotering: 21-07-2018 t/m 09-03-2019 Hitnotering: 30-03-2019 |
| Week:                                                          | 1                                                              | 2                                                              | 3                                                              | 4                                                              | 5                                                              | 6                                                              | 7                                                              | 8                                                              | 9                                                              | 10                                                             | 11                                                             | 12                                                             | 13                                                             | 14                                                             | 15                                                             | 16                                                             | 17                                                             | 18                                                             | 19                                                             | 20                                                             |
| -------------------------------------------------------------- | -------------------------------------------------------------- | -------------------------------------------------------------- | -------------------------------------------------------------- | -------------------------------------------------------------- | -------------------------------------------------------------- | -------------------------------------------------------------- | -------------------------------------------------------------- | -------------------------------------------------------------- | -------------------------------------------------------------- | -------------------------------------------------------------- | -------------------------------------------------------------- | -------------------------------------------------------------- | -------------------------------------------------------------- | -------------------------------------------------------------- | -------------------------------------------------------------- | -------------------------------------------------------------- | -------------------------------------------------------------- | -------------------------------------------------------------- | -------------------------------------------------------------- | -------------------------------------------------------------- |
| Positie:                                                       | 9                                                              | 7                                                              | 6                                                              | 5                                                              | 5                                                              | 5                                                              | 3                                                              | 6                                                              | 7                                                              | 6                                                              | 10                                                             | 13                                                             | 16                                                             | 17                                                             | 20                                                             | 29                                                             | 26                                                             | 28                                                             | 24                                                             | 34                                                             |
| Week:                                                          | 21                                                             | 22                                                             | 23                                                             | 24                                                             | 25                                                             | 26                                                             | 27                                                             | 28                                                             | 29                                                             | 30                                                             | 31                                                             | 32                                                             | 33                                                             | 34                                                             |                                                                | 35                                                             |                                                                |                                                                |                                                                |                                                                |
| Positie:                                                       | 27                                                             | 26                                                             | 28                                                             | 64                                                             | 31                                                             | 35                                                             | 49                                                             | 62                                                             | 70                                                             | 68                                                             | 91                                                             | 76                                                             | 78                                                             | 96                                                             | uit                                                            | 99                                                             | uit                                                            |                                                                |                                                                |                                                                |